# ريتشارد إي. بينيت
ريتشارد إي. بينيت هو مؤرخ كندي، ولد في 1946.